# Rad (pierwiastek)
Rad (Ra, łac. radium) – pierwiastek chemiczny z grupy metali ziem alkalicznych w układzie okresowym. Nazwa pochodzi od łacińskiego słowa radius oznaczającego promień.

## Charakterystyka
Czysty rad jest srebrzystym, lśniącym i miękkim metalem. Jego własności chemiczne są zbliżone do baru. Reaguje stosunkowo powoli z tlenem atmosferycznym, tworząc tlenek RaO i dość gwałtownie z wodą, tworząc wodorotlenek Ra(OH)
2.
Kationy Ra2+
 należą do IV grupy analitycznej. Sole radu barwią płomień na kolor karmazynowy.

## Występowanie
Rad występuje naturalnie w rudach uranu, w formie tlenku RaO i wodorotlenku Ra(OH)
2. W skorupie ziemskiej występuje w ilości ok. 6×10−7 ppm.

## Izotopy i radioaktywność
Rad ma 33 izotopy, wszystkie są radioaktywne. Najtrwalszym z nich jest izotop 226, którego czas połowicznego rozpadu wynosi 1599 lat. 226
Ra rozpada się trojako; energia promieniowania α, β i γ wynosi odpowiednio 4,8, 0,0036 i 0,0067 MeV. 226
Ra uważany jest za najniebezpieczniejszy izotop promieniotwórczy, a praca z nim wymaga stosowania hermetycznej komory rękawicowej wyposażonej w zabezpieczenia przeciwko uwolnieniu się na zewnątrz radonu-222, powstającego z rozpadu tego jądra.
Izotopy radu występujące w szeregu promieniotwórczym aktynu i toru noszą nazwy zwyczajowe:
- 223
Ra: aktyn X, AcX (powstaje z 227
Ac po rozpadzie α i β; szereg uranowo-aktynowy);
- 224
Ra: tor X, ThX (powstaje z 228
Th po rozpadzie α; szereg torowy);
- 228
Ra: mezotor I, MsThI lub MsTh
1 (powstaje z 232
Th po rozpadzie α; szereg torowy)[9].

## Odkrycie
Rad został odkryty przez Marię Skłodowską-Curie i jej męża Pierre’a Curie w tym samym roku co polon. Jako datę tego odkrycia, zgodnie z zeszytem laboratoryjnym Marii, przyjmuje się rok 1898. Notatka o istnieniu nowego pierwiastka została umieszczona w sprawozdaniu Francuskiej Akademii Nauk z dnia 26 grudnia 1898.

## Zastosowanie
Najważniejsze związki radu to sole Ra2+
 (chlorek i węglan). Izotopy 223
Ra i 226
Ra są stosowane w terapii nowotworów. Znaczenie medyczne izotopu 226 jednak spadło na rzecz 60Co oraz 241
Am–Be. Szczególnym zastosowaniem izotopu 223 (w formie 223
RaCl
2) jest terapia dokostnych przerzutów rakowych (często występujących przy raku prostaty) i łagodzenie bólu związanego z nowotworami. 
Związki radu stosowane są też do produkcji luminoforów. 
Rad 223
Ra o czystości medycznej i badawczej uzyskiwany był pierwotnie z blendy uranowej. Współcześnie otrzymuje się go z 227
Ac i 227
Th, izolowanych z materiałów zawierających 221
Pa. Podjęte zostały też badania nad uzyskaniem 223
Ra o wysokiej czystości z 227
Ac będącego produktem ubocznym powstającym w cyklotronach podczas produkcji 225
Ac.

## Znaczenie biologiczne
Średnia zawartość radu w organizmie człowieka o wadze 70 kg wynosi 3,1×10−11 g. Rad pośrednio zwiększa szybkość mutagenezy organizmów, szczególnie żyjących w jaskiniach. Działanie mutacyjne radu w środowisku jaskiniowym spotęgowane jest przez radon, który powstaje z radu i przenika do izolowanej atmosfery jaskini. Obecność radu w dzisiejszym środowisku naturalnym człowieka jest związana m.in. z kopalinami wchodzącymi w skład betonu. Rad dostający się do organizmu drogą oddechową jest 10 razy bardziej kancerogenny niż spożyty.